# Xiahou Wei
Xiahou Wei war ein Offizier der chinesischen Wei-Dynastie zur Zeit der Drei Reiche.

## Leben
Als einer der Söhne des verdienstvollen Generals Xiahou Yuan erhielt er nach dessen Tode in der Schlacht am Berg Dingjun (219) einen Teil seiner Truppen. Auf Sima Yis Vorschlag führte er gemeinsam mit seinem Bruder Xiahou Ba die Schlacht auf der Wu-Zhang-Ebene an. Später beteiligte er sich an der Unterwerfung des Gouverneurs Gongsun Yuan, der die Liaodong-Provinz (heutiges Nordkorea) verwaltete und sich von der Wei-Oberherrschaft losgesagt hatte.